# 聖伊米耶
聖伊米耶（法語：Saint-Imier，法語發音：[sɛ̃.t‿imje]）是瑞士伯恩州的一个市镇，位於該國中西部，面積20.89平方公里，海拔高度820米，2011年人口4,817，四成人口信奉基督教，人口密度每平方公里231人。

## 外部連結
- Webpage of the municipality of Saint-Imier